# 日刊スポーツ出版社
日刊スポーツ出版社（にっかんスポーツしゅっぱんしゃ）は、かつて存在した日刊スポーツ系列の出版社である。主にサッカーや野球など、スポーツ関係の書籍や雑誌を発行していた。

## 概要
- 本社 - 東京都中央区築地3丁目7-2
- 2018年1月4日 - 日刊編集センターに吸収合併された
- 2019年10月1日 - 日刊編集センターと日刊スポーツ印刷社の合併により、日刊スポーツPRESS（現：日刊スポーツ新聞東京本社）となる[1]

## 発行物
- 各種スポーツの選手名鑑
- サッカーai - 2011年4月号を以って、版権をマガジン・マガジンに譲渡[2]
- プロ野球ai - 2017年4月号を以って、版権をミライカナイに譲渡[3]
- 輝け甲子園の星 - 2017年5月号を以って、版権をミライカナイに譲渡